# Numa Magnin
Numa Magnin, né le 7 octobre 1874 à Fort-du-Plasne dans le département du Jura et mort le 31 janvier 1958, est un enseignant et un écrivain régionaliste connu surtout pour ses romans pour la jeunesse autour du personnage pittoresque de La Bique : Histoire de La  Bique (1922),  La Bique en apprentissage (1925) et La Bique en voyage (1929).

## Biographie
Numa Magnin passe une enfance modeste dans le village du Jura où son père est cordonnier. Sa mère qui fait fonction de sage-femme dans les villages autour de Fort-du-Plasne meurt quand il a huit ans et il est élevé sans contrainte par son père et sa marraine.
Il fréquente l'école primaire supérieure de Champagnole de 1888 à 1891 avant d'entrer à  l'école normale d'instituteurs de Lons-le-Saunier où il reste trois ans. Il effectue ensuite son service militaire en 1895/96 et passe deux ans à l'école normale supérieure de Saint-Cloud (1896-1898) avant d'effectuer un séjour de deux ans en Allemagne à Munich et en Autriche comme boursier.
De retour en France, il est reçu au certificat d'aptitude à l'enseignement de l'allemand et nommé professeur d'allemand à l’École Normale de Mirecourt dans les Vosges où il enseigne de 1900 à 1903. Il réussit alors le concours de l'inspection primaire et est nommé pour son premier poste à Nantua dans le département de l'Ain à l'automne de 1903. 
Il est muté à Gray en Haute-Saône en 1905 puis à Belfort en 1908 où il devient  directeur de l'École Normale d'instituteurs : il occupe ce poste jusqu'en 1921 avant de finir sa carrière à Besançon en 1936.
En 1914, il est mobilisé dans l’armée territoriale dans son établissement transformé en caserne : il continue à assurer la direction de l’École normale de Belfort mais prend en charge jusqu'à la fin de la guerre la fonction d'inspecteur primaire pour le Territoire de Belfort et pour la petite partie sud de l’Alsace reconquise en 1914 (91 communes autour de Dannemarie, Thann et toute la vallée de la Thur, Masevaux).
Militant laïc, il a été membre actif de la Ligue des Droits de l'Homme.

## Auteur
Numa Magnin écrit d'abord des pièces de théâtre jouées localement comme Les contrebandiers du Mont noir qui évoque la vie villageoise du Grandvaux jurassien ou Qu'il s'en aille qui se nourrit de son expérience d'instituteur. Cette production est tombée dans l'oubli mais Numa Magnin survit à travers les trois ouvrages pour la jeunesse qui s'ouvrent par Histoire de La Bique, publiée avec succès en 1922 (réédition en 1923) et qu'anime le personnage pittoresque et débrouillard du jeune paysan qui apprend la vie : le rebiqueur était alors le réparateur de toute chose abîmée. Deux autres titres s'ajouteront par la suite : La Bique en apprentissage (1925) et La Bique en voyage (1929). Ce dernier ouvrage constitue une sorte de Tour de la Franche-Comté qui rappelle le fameux Tour de France par deux enfants de G. Bruno.
L'auteur s'inspire fortement de sa propre enfance en créant ses personnages et en décrivant les paysages et les modes de vie de ces petits villages isolés de Franche-Comté. Il cherche également à dégager des leçons de morale et met en avant les vertus pédagogiques des aventures de son jeune héros. 
Numa Magnin a cessé d'écrire après la mort dramatique de son fils tué en 1940.
Ses ouvrages ont été réédités en 1990 et 1991 : au-delà de la nostalgie, ils constituent des documents sur la vie et les mentalités d'une époque dans le cadre géographiquement défini du Haut-Jura.

## Éditions[4]
- Histoire de La Bique : éditions  Armand Colin 1922 (rééd. 1923) avec illustrations en noir et blanc de Albert Puyplat (Collection : Bibliothèque du petit Français - 235 pages)
- La Bique en apprentissage : éditions  Armand Colin 1925 avec illustrations en noir et blanc de A. Puyplat (Collection : Bibliothèque du petit Français - 254 pages)
- La Bique en voyage éditions  Armand Colin – janvier 1929 avec illustrations de A. Puyplat (Collection : Bibliothèque du petit Français - 240 pages) -

Les ouvrages pour la jeunesse de Numa Magnin ont été réédités à l'identique chez Armand Colin en 1952 puis repris par un libraire jurassien de Lons-le-Saunier, la société Marque Maillard en 1991.  